# 一枚起請文
『一枚起請文』（いちまいきしょうもん）は、建暦2年1月23日（ユリウス暦1212年2月27日）、法然が死の直前に自身で弟子への制誡を記し、弟子の勢観房源智に授けた文書ないし法語である。本書に対する法然自身による題名は少なくとも初期には存在していなかったようであり、写本によって『御誓言の書』『一枚消息』『一枚起請』『黒谷上人起請文』などと題され、現在では『一枚起請文』の名で知られている。「起請文」という呼称は第５文「この外に奥ふかき事を存ぜば、二尊のあわれみにはずれ、本願にもれ候うべし」を法然による阿彌陀仏・釈迦牟尼仏の二尊に対する自身の誓い＝起請文として理解することによっている。
一枚起請文のテクストは聖光房弁長を通じて伝承されたものと、勢観房源智に伝承されたものとの二系統が存在し、ともに『和語燈録』に収録されている（聖光系テクストは巻五「聖光上人伝説の詞」、源智系テクストは巻一に所収）。両者には異同があるが、概して源智系テクストのほうが文体がより洗練され口誦に向いた流麗なものとなっており、聖光系テクストがより早い時期に先行して成立したものと考えられている。したがって、本書自体は死の直前に初めて成立したものではなく、それ以前にすでに成立し門下に伝承されていたことに注意が必要である（すなわち本書は「遺書」ではない）。
現在は金戒光明寺に源智伝承とされる伝法然親筆本が所蔵されている。金戒光明寺における拝観は御忌の4月23日・24日に可能である。

## 全文
最終版と考えられる源智系統のテクストは以下の通り：
先行して成立したと考えられる聖光系統のテクストは以下の通り（相違部分には下線・見え消しを施した）：